# Nantong
Nantong (Chinês tradicional: 南通; pinyin : Nantong ; antigos nomes: Nan- t'ung , Nantung , Tongzhou , ou Tungchow ; Qihai dialeto : [ Ton nie ] ) é uma cidade de prefeitura-nível na província de Jiangsu, China.
Localizado na margem norte do rio Yangtze, perto da foz do rio de mesmo nome. Nantong é um porto fluvial vital na fronteira Yancheng para o norte, Taizhou para o oeste, Suzhou e Xangai para o sul através do rio, e no Mar da China Oriental, a leste. 

Sua população atual é de 7.282.835 no censo de 2010, 1.994.708 dos quais vivem na área urbana composta de três distritos urbanos e a cidade-irmã é São José do Rio Preto. 

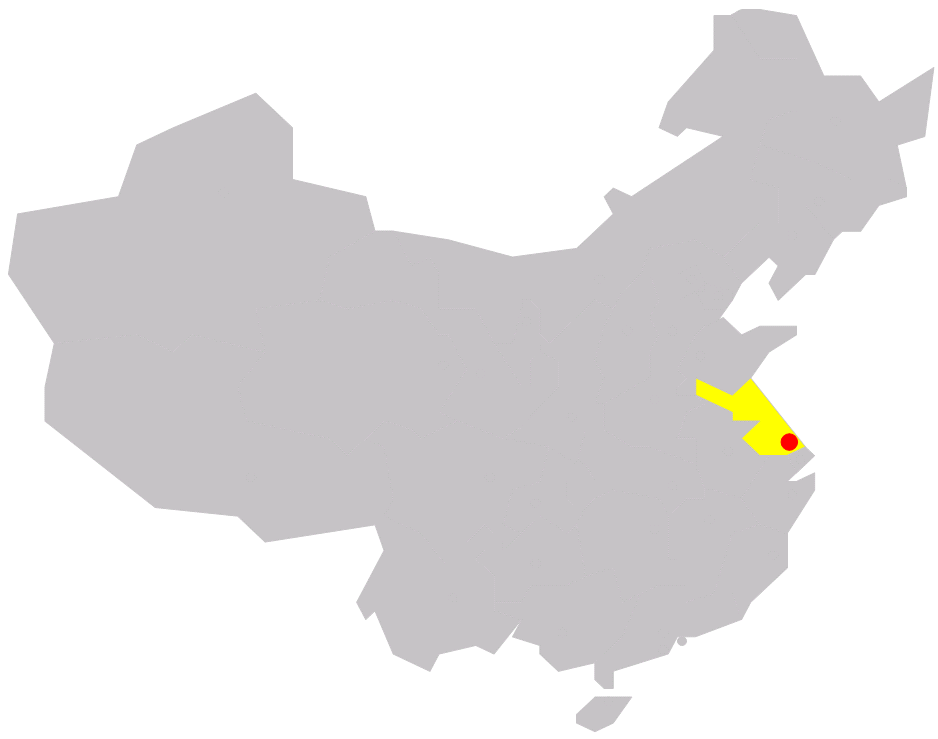
Localização de Nantong